# Olivia Del Rio
Olivia Del Rio, pseudonimo di Olivia Neves de Oliveira (Rio Casca, 16 aprile 1969), è un'attrice pornografica brasiliana, la cui carriera si è svolta negli anni tra il 1994 e 2009.

## Biografia
È stata fra le prime attrici brasiliane ad avere successo nella pornografia, avendo lavorato con i principali attori e registi internazionali. Originaria di una famiglia numerosa (aveva 15 fratelli) ha vissuto parte della sua vita a Belo Horizonte. È sposata e ha due figlie e vive a Los Angeles in California.
Ha iniziato la carriera nel mondo della pornografia nel 1995 e ha realizzato circa 250 film. Agli inizi della sua carriera di attrice non ha mai praticato sesso anale, salvo poi diventare negli anni successivi una specialista del genere e nella doppia penetrazione.
A marzo 2024, esattamente 30 anni dopo l'inizio della sua carriera, annuncia il suo rientro nell'industria pornografica.

## Riconoscimenti
- 1997 Hot d'Or – Migliore attrice non protagonista europea (vincitrice)
- 2002 FICEB – Best Actress in Apasionadas y Coquetas (vincitrice)
- 2004 AVN Awards – Female Performer of the Year (nominata)
- 2004 AVN Awards – Best Solo Sex Scene in Lost Angels (nominata)
- 2004 AVN Awards – Most Outrageous Sex Scene in Beauty Mates with Beast/Flesh Circus (nominata)
- 2005 AVN Award – Best Group Sex Scene, Film – Does Dallas: The Revenge (nominata)[4]
- 2025 - Hall of Fame - Video Branch[5]

## Filmografia
- Belles à jouir 6 (1995)
- Dirty Wives (1995)
- Gigolo 1 (1995)
- Intimité violée par une femme 25 (1995)
- L'école de Laetitia 5 (1995)
- Triple X 2 (1995)
- Triple X 4 (1995)
- Amnesia (1996)
- Amsterdam/Paris Connection (1996)
- Caligula (1996)
- CKP (1996)
- Gypsy Seduction (1996)
- Lovers (1996)
- Lulu's Nights (1996)
- Magnifix (1996)
- Messalina Virgin Empress (1996)
- Princess and the Whore (1996)
- Revenge (1996)
- Sensualita - Dalla strada al Grand Hotel (1996)
- Sex Fiction (Casino Royal) (1996)
- Signora (1996)
- Skin Desire (1996)
- Torero (1996)
- Triple X 20 (1996)
- Voyeur 7 (1996)
- World Sex Tour 6 (1996)
- America's 10 Most Wanted 2 (1997)
- Anthony And Cleopatra (1997)
- Aphrodite: Goddess of Love (1997)
- Asses Galore 9 (1997)
- Bourgeoisie violee (1997)
- Cargo (1997)
- Femmine pericolose (1997)
- Indecente aux Enfers (1997)
- International Dirty Debutantes Revue 2 (1997)
- La Reporter (1997)
- La Sindrome di Max (1997)
- Malizia in Ufficio: le ragioniere si scatenano (1997)
- Nightshift 2: Dark Angels (1997)
- Pickup Lines 21 (1997)
- SexHibition 5 (1997)
- Sextet (1997)
- Triple X 25 (1997)
- Up And Cummers 44 (1997)
- Vicious Voyeur (1997)
- Video Adventures of Peeping Tom 8 (1997)
- Wet Dreams 1 (1997)
- Analyzer (1998)
- Brelan de Dames (1998)
- Croupe Du Monde 98 (1998)
- Don Juan (1998)
- Exhibitions 1999 (1998)
- Il Laureato (1998)
- Maledizione del Castello (1998)
- Passioni di guerra (1998)
- Private Castings X 9 (1998)
- Wet Dreams 2 (1998)
- Wild Reptil's (1998)
- Betisier du X 1 (1999)
- Diabolische Geschwister (1999)
- Drei Engel fur Charlie (1999)
- Ferkel 3 (1999)
- Luxsury Nurse (1999)
- Pure Masturbations (1999)
- Pure Sex 1 (1999)
- Rio Lust (1999)
- Sperma deines Feindes (1999)
- Love Shack (2000)
- Lovin' Spoonfuls 32: More Of The Best Of International Dirty Debutantes (2000)
- Pickup Lines 49 (2000)
- Behind The Scenes 9 (2001)
- Love Shack (2001)
- More Dirty Debutantes 187 (2001)
- Passion Tales 3 (2001)
- Pickup Lines 61 (2001)
- Savage Passions (2001)
- Secrets 1 (2001)
- Stringers (2001)
- Voyeur's Favorite Blowjobs And Anals 5 (2001)
- 100% Blowjobs 4 (2002)
- 100% Blowjobs 5 (2002)
- 100% Blowjobs 7 (2002)
- 100% Blowjobs 8 (2002)
- 100% Blowjobs 9 (2002)
- Amazone Sex (2002)
- Asia and Friends Exposed (2002)
- Crazy About Latinas 2 (2002)
- Ecstasy Girls Platinum 5 (2002)
- Farmer's Daughters Down South (2002)
- Lust In Red (2002)
- Paradise Lost (2002)
- Passion Tales 4 (2002)
- Private Performance 189: Olivia Del Rio (2002)
- Sweet Cheeks 4 (2002)
- Sweetwater (2002)
- 100% Blowjobs 10 (2003)
- 100% Masturbations 2 (2003)
- 2 On 1 15 (2003)
- Anal Addicts 11 (2003)
- Angel X (2003)
- Asses In The Air 5 (2003)
- Babes In Pornland 17: Brunette Babes (2003)
- Beautiful (2003)
- Becoming Georgia Adair 1 (2003)
- Big Sausage Pizza 1 (2003)
- Big Tit Brotha Lovers 2 (2003)
- Biggz And The Beauties 3 (2003)
- Black Reign 2 (2003)
- Blue Rain (2003)
- Busty Beauties 4 (2003)
- Butt Plumbers 1 (2003)
- Chasing The Big Ones 19 (2003)
- Cum Dumpsters 4 (2003)
- Dawn of the Debutantes 6 (2003)
- Dear Whore 2 (2003)
- Debbie Does Dallas: The Revenge (2003)
- Eager Beavers 6 (2003)
- Fem Diva (2003)
- Flesh Circus (2003)
- Flesh Fest 2 (2003)
- Hardcore Interracial Sexxx 1 (2003)
- Hot And Spicy Latin Ass 1 (2003)
- I Like It Black And Deep In My Ass 2 (2003)
- Interracial Sorority Bash 4 (2003)
- Jaw Breakers 1 (2003)
- Just Anal Sex 2 (2003)
- Kill For Thrills (2003)
- Latin Eye Candy 2 (2003)
- Lex Steele XXX 1 (2003)
- Look What's Up My Ass 1 (2003)
- Lost Angels: Olivia Del Rio (2003)
- Lover's Choice (2003)
- Lovestruck (2003)
- Naughty Bottoms 2 (2003)
- No Holes Barred 1 (2003)
- Pop 1 (2003)
- Possession (2003)
- Pussy Foot'n 6 (2003)
- Rawhide 1 (2003)
- Sex Shooter 2 (2003)
- Soloerotica 2 (2003)
- Tricks And Treats (2003)
- V-eight 11 (2003)
- V-eight 9 (2003)
- Vivid Games (2003)
- Art Of Anal 1 (2004)
- At Your Service (2004)
- Double Dippin (2004)
- Getaway (2004)
- Girl To Girl (2004)
- Girls Of Amateur Pages 3 (2004)
- Iron Head 2 (2004)
- Jaw Breakers 4 (2004)
- My Virtual Shayla And Olivia (2004)
- Ripe 16: Aveana Lee (2004)
- Rub The Muff 9 (2004)
- Soloerotica 5 (2004)
- Clusterfuck (2005)
- Coxxxuckers (2005)
- Coxxxuckers 2 (2005)
- Dirty Nasty Anal Sluts (2005)
- Latin Hellcats 1 (2005)
- Lex Steele XXX 1 (new) (2005)
- Lingerie Lust (2005)
- Naughty Nymphs 2 (2005)
- Pop 3 (2005)
- Soloerotica 6 (2005)
- Supermodel POV Angels (2005)
- Tastes Like Cum (2005)
- Allure: A Lost Angels Collection (2006)
- Analholics (2006)
- Big Titties 3 (2006)
- Dirty Anal Sluts 1 (2006)
- Latin Love Dollz (2006)
- My Mother Loves the Brothas 2 (2006)
- Ultrapussy (2006)
- Ass Rammin'(2007)
- Dirty Nasty Anal Sluts 2 (2007)
- MMV Mega Stars (2007)
- Soloerotica 9 (2007)
- AssOrama (2008)
- Kid Bengala Vs. Biggz (2008)
- Older Women with Younger Girls 11 (2008)
- Being Jenna (2009)